# Dietleib

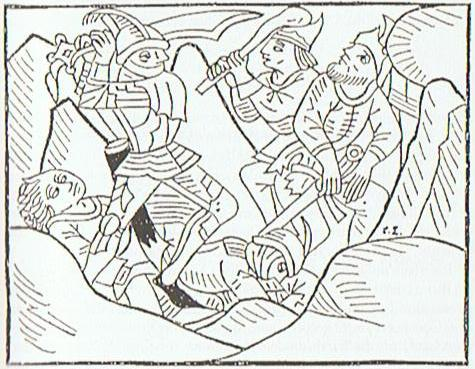
Dietleib kämpft mit den Zwergen im Hohlen Berg und tötet viele von ihnen. Straßburger Heldenbuch, ca. 1480.

Dietleib (auch Dietleib von Steier, in nordischen Sagas Thetleif der Däne beziehungsweise Detzlef der Däne genannt), der Held aus dem mittelhochdeutschen Heldenepos Biterolf und Dietleib, spielt als Kampfgenosse Dietrichs von Bern auch eine wichtige Rolle in der Thidrekssaga und in der Sage von König Laurins Rosengarten.
Hier versucht er, seine Schwester Kühnhild (Kunhild) zu befreien, die der Zwergenkönig gefangen hält, und gerät darüber mit Dietrich in Streit, der Laurin im Zorn töten will, ohne vorher etwas für Kühnhilds Befreiung zu tun. 
In der Thidrekssaga wird geschildert, wie Dietleib am Hof Etzels einen erfolgreichen Wettkampf mit Walther von Wasgenstein besteht.
Das Versepos Biterolf und Dietleib, überliefert im Ambraser Heldenbuch (etwa zwischen 1254 und 1268), beginnt mit den Zeilen:
Ob uns hie ieman wese bî
so unvertiurtes muotes frî,
den des kunde gezemen
daz er möhte vernemen
ditze fremde maere.
Dietleib von Steier ist in den Fresken der Burg Runkelstein bei Bozen (kurz nach 1393) dargestellt.